# Tatyana Beloy
Tatyana Beloy (Antwerpen, 9 maart 1985) is een Vlaamse actrice en presentatrice. Ze werd in 2007 bekend met haar rol als Karima in Spring en die van baliemedewerker Lisa Deprez in Spoed.

## Levensloop
Op 13 oktober 2010 verscheen ze in Vlaamse Hollywoodvrouwen, een programma op VTM waarin een kijkje werd genomen in het leven van Vlamingen die in Hollywood woonden of werkten.
In het najaar van 2011 begon Beloy als reportagemaakster bij Vlaanderen Vakantieland. In het voorjaar 2012 maakte zij voor het televisieprogramma Volt elke week een reportage over een heikel onderwerp.
Ze is een dochter van voetballer Paul Beloy. Ze had een tweetal jaar een relatie met Adriaan Van den Hoof.
Ze is 24 mei moeder geworden van een zoontje genaamd Wolfgang Widelski

## Carrière

### Televisie
- 2006-2007: Spring (Ketnet), als Karima (108 afl)
- 2007-2008: Spoed (VTM), als Lisa Deprez  (11 afl)
- 2008-2009: LouisLouise (VTM), als Callgirl Carmen (4 afl)
- 2008: Zone Stad (VTM), als Abba (1 afl)
- 2008: Sara (VTM), als Natasja (1 afl)
- 2009: FC De Kampioenen aflevering Hakuna Matata (Eén), als Marie-José (1 afl)
- 2009: De Rodenburgs (VTM), als verpleegster (1 afl)
- 2010: De Kotmadam (VTM), als Wendy (1 afl)
- 2010: Witse (Eén), als Beatrice Winters (1 afl)
- 2012: Code 37 (VTM), als Evi Dockx (2 afl)
- 2012: Danni Lowinski (VTM), als Zeynep (1 afl)
- 2018: Familie (VTM), als  Lynn Lagrillière (34 afl)
- 2018-2019: Gent-West (Vier), als Farah Tahiri (11 afl)
- 2021: De zonen van Van As (VTM), als Zoë

#### Als zichzelf
- 2010: Vlaamse Hollywoodvrouwen (VTM)
- 2011-2015: Vlaanderen Vakantieland (Eén), reportagemaakster
- 2011-2015: Volt (Eén), reportagemaakster en presentatrice
- 2013-2014: Het perfecte Koppel (Eén), presentatrice
- 2014: Junior musical (Ketnet), presentatrice
- 2015-2018: Ketnet Musical (Ketnet), presentatrice
- 2017: Ons eerste huis (Vier), interieurexperte
- 2021-heden: De Pottenlikkers (Studio 100 TV), presentatie
- 2023-heden: Big Brother, presentatie (ter vervanging van Peter Van de Veire)

### Musicals
- Jungle Book (jaar onbekend)
- Kadanza Together (2016)

### Kortfilms
- Piss & Vinegar (2014) - Regie & script

### Langspeelfilms
- Quixote's Island (2011), als Bar girl at paradisco
- Booster (2014)
- De Collega's 2.0 (2018) - Als Evy
- Ralph Breaks the Internet (2018) - Als Yesss (stem)
- Misfit 2 (2019) - Directeur Schouten
- Binti (2019) - als zichzelf
- Inside Out 2 (2024, stem) - als Afkeer